# 田中村 (東京府北豊島郡)
田中村は、東京府北豊島郡に存在した村。
本村の北側にある谷原村や下石神井村を越えた飛地に新田を持つ。

## 地理
- 田中村は、現在の東京都練馬区南田中に相当する。
- 田中新田は、現在の東京都練馬区三原台の一部に相当する。

## 歴史
古くは石神井郷に含まれていた。徳川家康の関東入府の後、同じく分かれた谷原村とともに増島左内重国の知行地になったと伝えられる。しかし慶長以降は幕府直轄領であった。元文年間に谷原村の北の飛地に新田を開発し、これを田中新田と称した。文政の改革によって田無村を大惣代とする寄場組合に所属した。
- 1868年（明治元年） - 明治維新により、はじめ鎮台府、ついで武蔵知県事松村忠四郎の管轄となるが[3]、まもなく古賀定雄に交代[4]。
- 1869年3月21日（明治2年2月9日） - 武蔵知県事古賀定雄の管轄区域に品川県が設置される[5]。
- 1870年1月19日（明治2年12月18日） - 品川県内の寄場組合が廃止され、中荒井村を筆頭とする22番組に所属[6]。
- 1872年1月14日（明治4年12月5日） - 東京府に編入され新宿口第22区（戸長・岩堀傳内）の所属となる[7]。
- 1873年（明治6年）3月18日 - 朱引外大小区改正により東京府第8大区7小区（戸長・岩堀満房）に改称[8][9]。
- 1878年（明治11年）11月2日 - 郡区町村編制法施行により東京府北豊島郡の所属となり、谷原村・田中村の連合戸長役場（戸長・横山富右衛門）が定められた。
- 1889年（明治22年）5月1日 - 同年4月1日の町村制施行に伴い、上石神井村、下石神井村、関村、上土支田村、谷原村、田中村（田中新田を含む）を合併して北豊島郡石神井村が成立（明治の大合併）。田中村はその大字となる。
- 1932年（昭和7年）10月1日 - 東京市の隣接5郡82町村編入により板橋区の一部となる。石神井村のうち旧田中村は、
  - 石神井北田中町：（旧：田中新田、現：三原台）
  - 石神井南田中町：（旧：田中村の田中新田を除く、現：南田中）

と名付けられる。
- 1943年（昭和18年）7月1日	- 東京都制により東京都板橋区の所属となる。
- 1947年（昭和22年）8月1日	- 練馬区独立により東京都練馬区の所属となる。
- 1949年（昭和24年） - 町名から「石神井」の冠称が除かれる。
- 1971年（昭和46年）8月1日 - 北田中町の大部分について住居表示が実施され、三原台の一部となる。
- 1973年（昭和48年）8月1日 - 南田中町の大部分について住居表示が実施され、南田中の一部となる。

## 寺院・神社
- 無格社 稲荷神社	- 大字田中字塚越664番地、現南田中5-14